# Salsolibia ceresi
Salsolibia ceresi är en insektsart som beskrevs av Pieter D. Theron 1979. Salsolibia ceresi ingår i släktet Salsolibia och familjen dvärgstritar. Inga underarter finns listade i Catalogue of Life.